# Biblia Tysiąclecia
Biblia Tysiąclecia (BT) – polski przekład Biblii z języków oryginalnych zainicjowany przez opactwo benedyktynów tynieckich z Krakowa, wydany przez Pallottinum po raz pierwszy w roku 1965. Było to pierwsze tłumaczenie całej Biblii na język polski w Kościele katolickim od ponad 350 lat, czyli od Biblii Jakuba Wujka. Zrywało z tradycyjnym językiem biblijnym, a po upływie kilkudziesięciu lat samo stworzyło wzorzec języka biblijnego.
Biblia Tysiąclecia miała pięć głównych wydań. Pierwsze, krytykowane za niekonsekwencje i błędy tłumaczeń zostało w 1971 zastąpione przez wydanie drugie, które większość tych błędów korygowało. W latach 1980 i 1999 ukazywały się kolejne rewizje tekstu.
Biblia Tysiąclecia przyjęta została jako przekład liturgiczny w Kościele katolickim w Polsce. Jej łączny nakład do 2003 wyniósł ponad 4 miliony egzemplarzy, pojawiały się też liczne kopie nieautoryzowane.

## Geneza przekładu
Między XVII i XIX wiekiem w polskim Kościele katolickim używano niemal wyłącznie Biblii Jakuba Wujka. Oparta była ona na tekście łacińskiej Wulgaty, będącej oficjalnym tekstem Biblii dla katolików. Nie dokonywano w tym czasie nowych, kompletnych przekładów, czego powodami były m.in. brak zapotrzebowania (przede wszystkim duszpasterskiego) i ograniczanie czytania Biblii w językach narodowych.
O potrzebie nowego przekładu Biblii na początku XX wieku zadecydowały następujące czynniki :
- archaiczność języka Biblii Wujka, co czyniło ją pomnikiem literatury polskiej, ale utrudniało zrozumienie przekazu przez współczesnych czytelników
- rozwój naukowej biblistyki
- postępująca w Kościele katolickim (szczególnie od wydania w 1893 encykliki Providentissimus Deus) tendencja do uwzględniania w egzegezie języków oryginalnych; wprawdzie oficjalne czytania i wydania dla wiernych musiały być (od czasów Soboru Trydenckiego) oparte na tłumaczeniu z Wulgaty, brakowało jednak wydania do zastosowania przez egzegetów i badaczy.

Wśród polskich biblistów katolickich pierwszych dziesięcioleci XX wieku dominowały dwa podejścia – jedno: przekład wychodzący od Biblii Wujka; drugie: przekład całkowicie nowy i oparty na językach oryginalnych.
Biblia Wujka przeszła zatem modernizacje językowe, np. wydanie przez Antoniego Szlagowskiego Nowego Testamentu z 1900 roku. W okresie międzywojennym przygotowane zostały dwie modernizacje tekstu Wujka, wraz ze współczesnym komentarzem naukowym. Były to tzw. Biblia poznańska (1926–1932; nie należy mylić z wydaną w 1975 roku Biblią poznańską), oraz Biblia krakowska (1935); nazwy obu edycji pochodziły od środowisk naukowych, w których powstały inicjatywy modernizacji .
Modernizacje Wujka zostały uznane za niewystarczające, a obradujący w 1937 roku I Zjazd Biblistów Polskich zadecydował o stworzeniu nowego przekładu z języków oryginalnych. Przedsięwzięciu temu przeszkodziła II wojna światowa. Według Mariana Wolniewicza, zjazd zamknął epokę Biblii Wujkowej.
Bezpośrednio po wojnie nie podjęto próby tłumaczeń całej Biblii, czego powodem była śmierć wielu biblistów, brakowało w Polsce wystarczająco dużej liczby specjalistów, którzy mogliby się podjąć przekładu, zwłaszcza z języka hebrajskiego. Ukazały się jednak przekłady Nowego Testamentu, m.in. Eugeniusza Dąbrowskiego (1947), który w ciągu następnych dwudziestu lat sprzedał się w liczbie 2 milionów egzemplarzy .
Rosnąca popularność przekładów Nowego Testamentu (w 1957 roku ukazał się też popularny przekład Seweryna Kowalskiego) była odbiciem kolejnego etapu biblijnej odnowy w Kościele katolickim. Datowała się ona od wydanej w 1942 roku encykliki Divino afflante Spiritu, w której Pius XII zachęcał do korzystania z Pisma Świętego w językach oryginalnych. Od 1948 zaczęła się ukazywać francuska Biblia jerozolimska, będąca przekładem nowoczesnym i stawianym za wzór wśród publikacji katolickich .

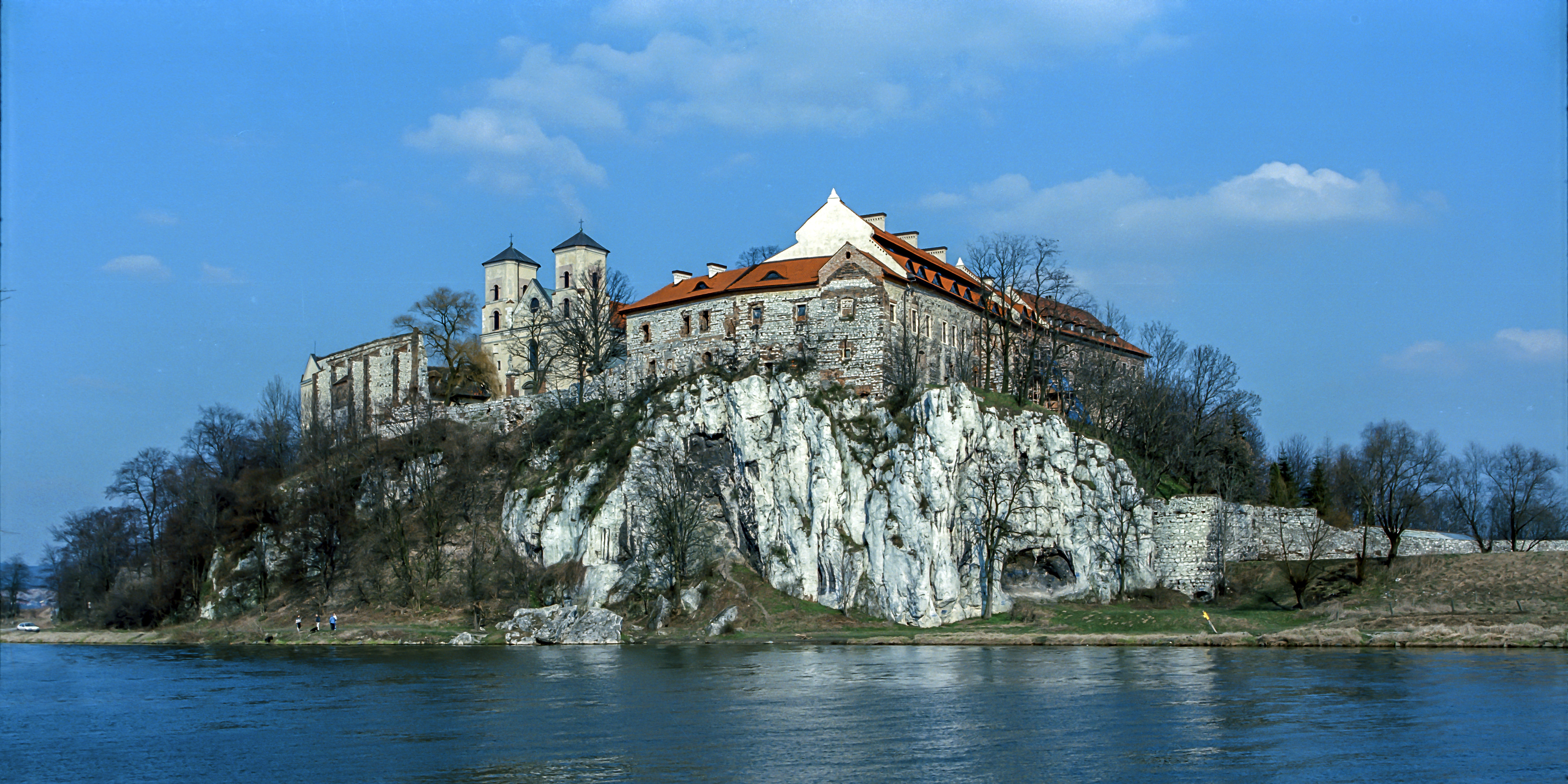
Opactwo benedyktynów w Tyńcu

O planach dokonania nowego przekładu Biblii poinformował we wrześniu 1958 roku na odbywającym się w Lublinie zjeździe teologicznym benedyktyn Augustyn Jankowski . Ponieważ środowisko naukowe KUL nie zdecydowało się na własne tłumaczenie, opactwo tynieckie podjęło się realizacji projektu wspólnie z Wydawnictwem Pallotinum. Jankowski został redaktorem naukowym wydania. Redaktorem wydania ze strony wydawnictwa Pallotinium był ks. Kazimierz Dynarski, który współpracował z Jankowskim i wspólnie podejmowali główne decyzje dotyczące publikacji.
Tłumaczenie nazwano początkowo Biblią Tyniecką, ze względu na źródło inicjatywy, którym był zakon benedyktynów z Tyńca. Ponieważ ukazało się na rok przed milenijną rocznicą symbolicznego chrztu Polski, określono je ostatecznie jako Biblia Tysiąclecia.
Inicjatorzy przekładu zdecydowali się na rekrutację dużego grona tłumaczy, przede wszystkim ze względu na postulowaną szybkość tłumaczenia. Większość biblistów zaproszonych do projektu odpowiedziała pozytywnie. Jako jeden z niewielu odmówił (według własnej relacji) Eugeniusz Dąbrowski, który uważał, że nie ma w Polsce wystarczającego zespołu hebraistów, mogących sprostać zadaniu tłumaczenia Starego Testamentu. Pierwsze maszynopisy zaczęły nadchodzić do Tyńca jesienią 1959 roku, cała praca trwała kilka lat, a przekład został opublikowany w roku 1965. Jako dzień jej wydania przyjmuje się 2 sierpnia 1965 gdyż tego dnia ks. Piotr Granatowicz SAC, dyrektor Pallottinum, podarował pierwsze egzemplarze prymasowi ks. kard. Stefanowi Wyszyńskiemu. Jesienią tego roku polski prymas wręczył papieżowi Pawłowi VI specjalnie przygotowany egzemplarz BT.

## Wydania
Ukazało się pięć głównych wydań Biblii Tysiąclecia, z których cztery różnią się od siebie w znaczący sposób. Waldemar Chrostowski na marginesie analizy porównawczej kilku polskich przekładów podkreślał, że nie ma jednej Biblii Tysiąclecia, zaś zmiany w każdym z kolejnych wydań były czasami tak duże, że mamy do czynienia z nowym przekładem tekstu, a nie tylko z jego poprawianiem bądź „ulepszaniem”.
Kolejne wydania wychodziły w latach:
- I – 1965
- II – 1971
- III – 1980
- IV – 1983 (faktycznie reprint wydania III)
- V – 1999
- VI – w przygotowaniu

Nowy Testament ukazywał się w odrębnych cyklach. Przed ukończeniem pełnego V wydania pojawiały się też publikacje z tekstem V wydania Nowego Testamentu i IV wydania Starego Testamentu. Osobno wydawano też Ewangelie i inne pojedyncze księgi.
Wydania całej Biblii Tysiąclecia ukazywały się w postaci jednotomowej z dużą, czytelną czcionką, na cienkim papierze, tzw. papierze biblijnym. Szatę graficzną recenzenci oceniali jednoznacznie pozytywnie. Franciszek Blachnicki, założyciel Ruchu Światło-Życie doprowadził w latach 80. XX w. do wydawania Biblii Tysiąclecia w małym formacie, tzw. oazowym. Wydawnictwo Pallottinum było początkowo sceptyczne wobec takiego formatu ze względu na mały i trudno czytelny druk, jednak format stał się popularny i wykorzystywany często przez młodzież.
Od 2015 r. trwają prace nad VI wydaniem.

### Wydanie I (1965)
Biblia Tysiąclecia miała charakter pracy zbiorowej, w której poszczególne księgi przygotowywali różni tłumacze – przy pierwszym wydaniu wymieniono 39 osób. Gotowy przekład poddano rewizji, ujednoliceniu i korekcie literackiej.
Strona tytułowa przekładu podawała, że przekład został opracowany przez Zespół biblistów polskich pod redakcją Benedyktynów Tynieckich. W skład Kolegium Redakcyjnego pierwszego wydania weszli niemal wyłącznie benedyktyni: Józef Hajduga, Augustyn Jankowski (redaktor naczelny), Leon Knabit, Franciszek Malaczyński, Karol Meissner, Dominik Michałowski, Ludwik Maria Mycielski, Piotr Rostworowski, Bernard Turowicz, Feliks Zieliński oraz Andrzej Zoń.
W skład Zespołu Rewizyjnego weszło 6 osób, również w Zespole Korekty Literackiej wymienionych zostało 6 osób, m.in. Hanna Malewska, Jan Parandowski i Jerzy Zawieyski.
Wydanie poprzedzało Słowo wstępne prymasa Polski, kardynała Stefana Wyszyńskiego. Jego publikacja stanowiła nawiązanie do podobnego wstępu przed Biblią Wujkową, autorstwa Stanisława Karnkowskiego, ówczesnego prymasa.
Celem tłumaczenia było użycie liturgiczno-duszpasterskie. Było to widoczne w sposobie tłumaczenia, wstępach i komentarzach do poszczególnych ksiąg, które (szczególnie jeśli chodzi o kwestie czasu powstania i autorstwa) utrzymano w duchu bardzo konserwatywnym. Janusz Frankowski komentował: można by z pewną ironią powiedzieć, że czasami wstępy w Biblii Tysiąclecia wyglądają tak, jakby od tysiąclecia nic się w egzegezie nie zmieniło . Nowocześnie ujęto z kolei omówienie rodzajów literackich i sensu religijnego utworów. Komentarze (które były wymagane w wydaniach katolickich) ograniczono jednak – jak stwierdzono we wstępie – do niezbędnego minimum.
Pośpiech związany z wydaniem sprawiał, że pierwsza seria egzemplarzy miała dodatek w postaci erraty. Zauważone błędy poprawiano już na etapie druku kolejnych serii pierwszego wydania.

#### Język i charakter tłumaczenia
Według informacji we wstępie do pierwszego wydania, intencją kolegium redakcyjnego było uzyskanie współczesnego języka literackiego, odmiennego od tradycyjnego języka Biblii Wujka. Wyjaśniano to następująco:

Zapytywana ostatnio w sprawie przekładów biblijnych Stolica Apostolska wyrażała życzenie, by w nich stosować dzisiejszy nowoczesny język literacki: Toteż, kontynuując próby poczynione już u nas w kraju, postanowiliśmy – nie bez pewnego lęku i żalu – świadomie odstąpić od czcigodnej tradycji Wujkowej, gdy idzie o słownictwo i styl, zachowując jednak jego najgłębszą zasadę – dostojeństwo godne tekstu natchnionego. Pisarze święci stosowali język nie archaiczny, lecz sobie współczesny. Taki też język niech trafia do dzisiejszego słuchacza i czytelnika, dla którego pewien archaizm formy łatwo może z sobą nieść sugestię, że w Piśmie św. mowa jest tylko o czcigodnych zabytkach przeszłości.

Janusz Frankowski określił całość Biblii Tysiąclecia jako filologiczny przekład wyznaniowy, jednocześnie odróżniając ją od przekładów ściśle naukowych i literackich. Na kanwie wydania II. stwierdzał jednak, że język Biblii Tysiąclecia jest nie tyle językiem literackim, ile po prostu językiem poprawnym.
Jak twierdził Stanisław Koziara, w Psałterzu pierwszego wydania odejście od tradycji języka Biblii Wujka przeprowadzono niekonsekwentnie. Zachowano na przykład archaiczny przymiotnik niezbożny, który u Wujka był jednym ze słów określających ludzi złych . Wzięcie przekładu łacińskiego jako tekstu, z którego tłumaczono sprawiło, że niektóre fragmenty Psałterza były bardzo podobne u Wujka i w pierwszym wydaniu Biblii Tysiąclecia.

#### Ingerencje cenzury
Cenzorami kościelnymi wydania byli Michał Peter (Stary Testament) i Marian Wolniewicz (Nowy Testament), którzy jednocześnie należeli do zespołu tłumaczy Biblii Tysiąclecia. W przypadku ST było kilkadziesiąt niewielkich, redakcyjnych poprawek. Dla NT zgłoszono 3 większe poprawki, m.in. co do konsekwentnego stosowania słowa „Mesjasz”, a nie „Chrystus”. Ostatecznie wydanie otrzymało dość łatwo imprimatur mimo pewnych obaw redaktorów – Biblię Wujka kilkaset lat wcześniej dotknęło wiele zmian.
Cenzura państwowa (Główny Urząd Kontroli Prasy, Publikacji i Widowisk) zgłosiła jedno, ale dość istotne zastrzeżenie: zażądano zamiany słowa bezbożny na niezbożny. Ks. Rajmund Pietkiewicz przypuszcza, że urzędnikom cenzury słowo bezbożny kojarzyło się z ateistą. Ostatecznie słowo zamieniono w wielu miejscach (przede wszystkim w Psalmach), ale w wielu też pozostawiono. Ingerencji cenzury przy kolejnych wydaniach nie było.

#### Przyjęcie I wydania
Cały nakład pierwszego wydania Biblii Tysiąclecia (50 tysięcy) rozszedł się natychmiast. Nieliczne egzemplarze, które trafiły do księgarni zostały sprzedane spod lady lub na zasadzie wcześniejszych zapisów. Większość rozprzedano bezpośrednio z wydawnictwa. Masowo zamawiały je seminaria duchowne, zgromadzenia duchowne, księża i świeccy.
Ocena pierwszego wydania przez recenzentów podkreślała przede wszystkim znaczenie tego kroku w polskiej biblistyce. W przypadku Starego Testamentu był to pierwszy katolicki przekład od czasów Biblii Wujka, a więc lepszy choćby z tego względu, że nie powtarzał błędów Wulgaty, wobec której Biblia Wujka była wierna. Jako jeden z najbardziej wyrazistych przykładów Janusz Frankowski przytacza fragment Iz 5,1 u Wujka przetłumaczony w absurdalny sposób: Winnicę nabył mój miły na rogu, synu oliwy – a w Biblii Tysiąclecia zgodnie z tekstem hebrajskim: Przyjaciel mój miał winnicę na żyznym pagórku.
W jednej z pierwszych recenzji z 1967, Stanisław Mędala podkreślał, że nowe tłumaczenie mimo popularyzatorskiego charakteru ma też wartość krytyczną i egzegetyczną. Według Mędali Biblia Tysiąclecia spełniała trzy kryteria dobrego przekładu, które w 1790 sformułował Alexander Tytler:
1. oddaje treść języka oryginalnego, tak jak ją rozumie współczesna biblistyka
2. zachowuje styl autorów biblijnych
3. ma swobodę oryginalnej kompozycji: największą pochwałą tłumacza jest stwierdzenie, że jego pracę czyta się tak, jakby to nie było tłumaczenie, lecz polski utwór oryginalny[25]

Szatę językową pierwszego wydania pozytywnie oceniła też polonistka i autorka pozycji Biblia w języku polskim, Maria Kossowska, twierdząc, że Styl całości jest prawie bez wyjątku poprawny, jasny, zrozumiały. [...] Są księgi przełożone z taką mocą, że czyta się je jednym tchem.
Protestancki biskup Andrzej Wantuła, który był też członkiem Komisji Tłumaczeniowej Biblii warszawskiej, ocenił Biblię Tysiąclecia jako dzieło pionierskie, w którym nie należy patrzeć na poszczególne słowa, lecz chcieć widzieć całość. Swój artykuł o Biblii Tysiąclecia kończył słowami: Osobiście sądzimy, że bibliści katoliccy dokonali wielkiego dzieła: dali swemu Kościołowi całą Biblię w nowoczesnej polskiej szacie.
Pierwsze wydanie Biblii Tysiąclecia spotkało się również z entuzjastycznym przyjęciem polskich Świadków Jehowy, ponieważ jako pierwszy polski przekład używało imienia Boga Jahwe, wszędzie tam, gdzie występowało ono w hebrajskim oryginale. Andrzej Wantuła krytykował tę decyzję: Robi to szokujące wrażenie i sprawia, że Bóg Starego Testamentu staje się czytelnikowi jakiś obcy, daleki i zostaje zepchnięty do rzędu bogów mitologii semickiej.
Nowe – i niezgodne z tradycją – tłumaczenie modlitwy Ojcze nasz gwałtownie zaatakował Tadeusz Żychiewicz, co Frankowski uznał za burzę w szklance wody, gdyż celem Biblii Tysiąclecia nie było zastępowanie tradycyjnych form modlitewnych. Jednak Żychiewicz w swoich komentarzach do Biblii wydawanych w latach 70. i 80. konsekwentnie trzymał się przekładu Wujka.

##### Krytyka I wydania: „Biblia tysięcy błędów”
Szeroko komentowaną krytykę Biblii Tysiąclecia przeprowadził polski biblista i tłumacz, Eugeniusz Dąbrowski, uznawany po II wojnie światowej za niekoronowanego króla polskiej biblistyki. Swoje studium wydał w 1967 w Londynie, gdyż żadne z krajowych wydawnictw nie chciało książki opublikować .
Krytyka Dąbrowskiego opierała się na kilku punktach:
- Organizacja pracy tłumaczy nastawiona na doraźny efekt.
- Brak doświadczenia, zarówno tłumaczy, jak i kolegium redakcyjnego.
- Sprzeniewierzenie się zasadzie tłumaczenia wychodzącej od Hieronima z Strydonu (autora Wulgaty): Przede wszystkim zrozumieć tekst, a także wpływy francuskiej Biblii Jerozolimskiej.

Opierając się na szeregu przykładów z Ewangelii i zestawiając je ze swoim przekładem Dąbrowski krytykował wybór nowoczesnego języka literackiego. Błędy w szacie językowej pokazał na przykładzie Księgi Izajasza. Zwrócił się o opinię na temat tej księgi do kilku językoznawców i otrzymał, wedle własnej relacji, kilkaset poprawek.
Swoją pracę konkludował stwierdzeniem, że niepodobna eksperymentu Biblii Tysiąclecia uznać za udany oraz: Tych, którzy na Biblię Tysiąclecia czekali jako na ważne wydarzenie w życiu katolicyzmu polskiego spotkał niemały zawód. Jest to nie tyle „Biblia Tysiąclecia” ile Biblia tysięcy błędów, merytorycznych i formalnych, a zwłaszcza językowych ze względu na jej sakralny charakter.
Janusz Frankowski podkreśla jednak, że krytyka Dąbrowskiego, która była w dużym stopniu nacechowana osobiście, dotyczyła wyłącznie pierwszego wydania Biblii Tysiąclecia. W następnych (wydanych już po śmierci Dąbrowskiego w 1970) nastąpiły znaczne zmiany. Jednocześnie Dąbrowski nie uwzględnił specyficznej sytuacji, w której ukazała się Biblia Tysiąclecia – czyli braku jakiegokolwiek współczesnego, katolickiego przekładu całej Biblii na język polski.

##### Krytyka I wydania: Kompetencje zespołu
Sama decyzja o podjęciu tłumaczenia przez Tyniec była zaskoczeniem, gdyż benedyktyni nie mieli dotąd doświadczeń w biblistyce, ani – jak podkreślali Eugeniusz Dąbrowski i Janusz Frankowski – dostatecznych kwalifikacji. W zespole tłumaczy i rewizorów, obok profesorów Katolickiego Uniwersytetu Lubelskiego i Akademii Teologii Katolickiej, znajdowali się też zupełnie początkujący bibliści lub bibliści bez publikacji naukowych w tej dziedzinie, co nie dawało gwarancji, że są w wystarczającym stopniu przygotowani do pracy. Skład Zespołu Rewizyjnego przekładu Frankowski określił jako poza dwoma lub trzema bardziej znanymi nazwiskami [...] zupełnie przypadkowy . W przypadku Kolegium Redakcyjnego, żaden z jego członków – poza Augustynem Jankowskim – nie był znany z naukowej pracy w dziedzinie biblijnej, choć według Jankowskiego jeszcze trzech posiadało akademickie wykształcenie biblijne.
Zespoły Korekty Literackiej i Rewizyjny nie były wymienione przy drugim wydaniu, a liczne – wskazywane przez krytyków – niedociągnięcia przekładu pozwalały podawać w wątpliwość pracę tych zespołów. Janusz Frankowski przypuszcza, że rola literatów była ograniczona jedynie do luźnej konsultacji, a nie stałej współpracy. Rolę Zespołów kwestionowali też Jerzy Schnayder  i Dąbrowski. Dąbrowski zwrócił uwagę, że w korekcie brali udział literaci, ale ani jeden językoznawca.

#### Źródła przekładu
Według noty na pierwszych stronach wydania, tłumaczenia dokonano z języków oryginalnych.
Korzystano z następujących krytycznych edycji tekstów oryginalnych:
- Do tekstu hebrajskiego (i fragmentów aramejskich) Stary Testament: Biblia Hebraica, ed. R. Kittel, A. Alt, O. Eissfeldt, Stuttgart 1945.
- Do tekstu greckiego Starego Testamentu: Septuaginta..., ed: A. Rahlfs, Stuttgart 1943, 2 tomy.
- Do tekstu greckiego Nowego Testamentu: Novum Testamentum Graece et Latine, ed. A. Merk, Romae 1951.

W przypadku tekstu hebrajskiego Starego Testamentu poza tekstem masoreckim zawartym w Biblia Hebraica Stuttgartensia wykorzystano odmienne lekcje tekstowe odkryte w rękopisach z Qumran, czasami poprawiano też tekst według Septuaginty. Stanisław Mędala zwracał uwagę na słabe wykorzystanie osiągnięć krytyki tekstu i zbyt rzadkie sięganie do tekstów ugaryckich, które mogły pozwolić na trafniejsze tłumaczenie hebrajskich wyrażeń.
Eugeniusz Dąbrowski pisał o olbrzymim wpływie francuskiej Biblii jerozolimskiej na polski tekst Biblii Tysiąclecia. Według Dąbrowskiego wiele fragmentów Starego Testamentu przetłumaczono nie z hebrajskiego, a właśnie z francuskiego. Na dodatek, tłumacze czasami nie znali na tyle języka francuskiego, aby poprawnie przełożyć niektóre wieloznaczne terminy na język polski. Dąbrowski podaje przykład z księgi Ezechiela. Nagłówek w rozdziale 3 tej księgi: „Avant le siège de Jérusalem” został przetłumaczony jako „Przed stolicą w Jerozolimie”, podczas gdy znaczy naprawdę „Przed oblężeniem Jerozolimy”.
Michał Wojciechowski twierdził, że korzystania z Biblii Jerozolimskiej nie należy uważać za wadę, jeśli nawet niektórzy tłumacze sięgali do niej zbyt często. W czasach powstania Biblii Tysiąclecia, Biblia Jerozolimska była właściwie jedynym nowoczesnym naukowym przekładem całego Pisma Świętego, i to nie tylko w świecie katolickim. Problemy zapożyczeń z Biblii Jerozolimskiej zostały rozwiązane w kolejnych rewizjach tekstu.
Bp Andrzej Wantuła zwracał uwagę na niejednolitość w przypadku tłumaczenia formuł i zwrotów identycznych w tekście oryginalnym. Szczególnie wyróżnił opis stworzenia świata z pierwszego rozdziału księgi Rodzaju. Powtarza się w nim sześciokrotnie hebrajska formuła: I stał się wieczór i stał się poranek, dzień pierwszy ... drugi itd. – a Biblia Tysiąclecia oddała ją w trzech odmiennych wariantach.
Jedyną księgą nie przetłumaczoną z tekstów oryginalnych była Księga Psalmów. Za podstawę tłumaczenia wzięty został przekład łaciński Psalterium Pianum z 1945 roku, choć w wywiadzie dla Tygodnika Powszechnego Jankowski twierdził, że korzystano z niego tylko pomocniczo . W księdze tej, inaczej niż w całym Starym Testamencie skorzystano z terminu Pan, a nie imienia Jahwe. Również tytuły psalmów wskazywały na ich liturgiczne przystosowanie, np. odnosząc je bezpośrednio do Chrystusa. Jak twierdził Janusz Frankowski oznaczało to oderwanie od ich środowiska historycznego, narzucenie sensu z zupełnie innej epoki i dezorientację czytelnika .
Marek Piela, porównując wydanie pierwsze z kolejnymi uznał, że jego autorzy mieli odwagę tłumaczyć niedosłownie, a dzięki temu zrozumiale dla polskiego czytelnika, pewne hebrajskie idiomy czy konstrukcje gramatyczne. W późniejszych wydaniach przekłady stały się według niego bardziej dosłowne, a przez to mniej zrozumiałe.

### Wydanie II (1971)
Przygotowania do wydania II rozpoczęto już w czasie druku wydania I. Powstawało ono w atmosferze zróżnicowanego przyjęcia wydania pierwszego – i było też odpowiedzią na jego krytykę. Do Redakcji Naukowej dołączyło dwóch młodych biblistów: Lech Stachowiak (odpowiedzialny za Stary Testament) i Kazimierz Romaniuk (Nowy Testament). Jednocześnie podtytuł przekładu zmieniono tak, że Biblia Tysiąclecia powstała z inicjatywy, a nie pod redakcją Benedyktynów Tynieckich.
Wydanie II zawierało znaczne zmiany stylistyczne, a jego korekty literackiej dokonali prof. Stanisław Łoś i s. Imelda Adamska, którzy skupili się m.in. na ujednolicaniu treści. Z wydania zniknęły jednak nazwiska członków Zespołu Korekty Literackiej i Zespołu Rewizyjnego znajdujące się w pierwszym wydaniu. Przeredagowano wstępy do większości ksiąg, szczególnie Starego Testamentu, choć nadal były one utrzymane w dość konserwatywnym tonie.
Dopiero przy okazji drugiego wydania Pallotinum uregulowało ostatecznie kwestię przekazania praw autorskich tłumaczy do wielokrotnego wykorzystania przekładów. Ze współtwórców pierwszego wydania na wieczyste przekazanie praw nie zgodził się Edward Haratym, dlatego księgi Daniela i Jeremiasza przełożone zostały ponownie. Również tłumacz ewangelii synoptycznych, Walenty Prokulski początkowo nie zgadzał się na dalsze korzystanie z jego tekstów, rozważano więc zamówienie nowego przekładu u Mariana Wolniewicza, ostatecznie Prokulski wyraził zgodę.
Za podstawę przekładu Nowego Testamentu wzięto Novum Testamentum, ed. A. Merk, Romae 1964 oraz The Greek New Testament, edited by K. Aland, M. Black, B. Metzger, A. Wikgreen, London 1966.
Księgę Psalmów, co do której było wiele uwag krytycznych postanowiono przełożyć ponownie. Pierwotnie planowano wykorzystać przekład Romana Brandstaettera, uzupełniony o przypisy przez Władysława Borowskiego. Gotowy przekład został jednak krytycznie oceniony przez Radę Naukową, która publikację przekładu uzależniła od szeregu poprawek, które miał wprowadzić sam tłumacz. Brandstaetter nie zgodził się (jako oficjalny powód podając naruszenie przez wydawnictwo umowy poprzez zbyt długie zgłaszanie poprawek) i ostatecznie zrezygnował ze współpracy. Ostatecznie Jankowski i Stachowiak poprawili tekst z pierwszego wydania już w oparciu o tekst hebrajski w wydaniu krytycznym: Liber Psalmorum (Biblia Hebraica Stuttgartensia, 11), Stuttgart 1969. Archaiczne formy zostały zastąpione przez współczesne, np. zamiast niezbożny użyto występny. Według Stanisława Koziary przekład wręcz unikał wszelkich form archaiczności języka, przejął za to dużą liczbę hebraizmów, konstrukcji wołaczowych i wykrzyknikowych, co wzmacniało intonację . Drugie wydanie Biblii Tysiąclecia zamknęło więc okres obecności Biblii Wujka w polskim stylu psałterzowym.
Nakład drugiego wydania wyniósł – podobnie jak pierwszego – 50 tysięcy egzemplarzy. Nakład wyczerpał się w ciągu trzech lat.
Podsumowując zmiany Janusz Frankowski stwierdził, że drugie wydanie jest świadectwem wielkiego postępu, jaki się w ciągu tych kilku zaledwie lat w naszej biblistyce dokonał.

### Wydanie III (1980) i IV (1983)
Trzecie, poprawione wydanie ukazało się w roku 1980. Udostępniony przez redakcję naukową Biblii Tysiąclecia spis poprawek zajmował 90 stron maszynopisu. Zmiany objęły cztery główne obszary:
- zmiany językowo-stylistyczne;
- uporządkowanie odsyłaczy w przypisach;
- uporządkowanie pisowni, terminologii i nazewnictwa; zamieniono m.in. rażące wielu odbiorców imię Job na Hiob;
- poprawki formalne.

W zakresie tekstu Nowego Testamentu wykorzystano kolejne wydanie tekstów oryginalnych: The Greek New Testament, edited by K. Aland, M. Black, C.M. Martini, B.M. Metzger, A. Wikgren, New York-London-Edinburgh-Stuttgart 1975. Przy wprowadzaniu poprawek do tekstu redakcja wyróżniła przedwcześnie zmarłego Tomasza Bielskiego.
Nawiązując do krytycznej oceny Eugeniusza Dąbrowskiego Jerzy Chmiel nazwał trzecie wydanie „Biblią tysiąca poprawek” .
Bożena Matuszczyk analizując idiomy semickie w drugim i trzecim wydaniu Biblii Tysiąclecia stwierdziła, że pod tym względem nadal ulega ona wpływowi Biblii Wujka. Zakwestionowała też stwierdzenie Chmiela, że wydanie to jest zrozumiałe dla współczesnego odbiorcy . Również pod względem tłumaczenia Prologu Jana zauważono dużą zależność Biblii Tysiąclecia od przekładu Wulgaty. Z lektury pomyłek w Biblii Tysiąclecia wynika, że tłumacz niemal mimowolnie powiela potknięcia Wulgaty.
Ponieważ od II wydania Biblia Tysiąclecia nabrała cech tekstu oficjalnego, patronat nad nim objął Episkopat Polski. Uchwała 151 Konferencji Plenarnej Episkopatu Polski z dnia 19 lutego 1976 zadecydowała, że (cytat fragmentu ze Słowa wstępnego redakcji naukowej do trzeciego wydania): (...) w niniejszym wydaniu wprowadza się w miejsce wyrazu JAHWE, stosowanego w dwóch pierwszych wydaniach BT, tradycyjne zwroty „Pan” lub „Pan Bóg” czy też „Bóg” z wyjątkiem nielicznych przypadków, gdzie pozostawienie biblijnego imienia Boga jest merytorycznie konieczne (np. Wj 3,14n). Zmiana ta nastąpiła na życzenie prymasa Stefana Wyszyńskiego, wbrew pismu Jankowskiego, Stachowiaka i Romaniuka, którzy podkreślali, że samo słowo jest trudne do zamiany, a przekład powinien pozostać maksymalnie wierny wobec języków oryginalnych.
Czwarte wydanie Biblii Tysiąclecia stanowiło dosłowny przedruk wydania trzeciego, które zostało szybko wykupione.

### Wydanie V (1999)
Piąte wydanie ukazało się po 35 latach od wydania pierwszego. Redakcja naukowa Biblii Tysiąclecia zdecydowała o gruntownej rewizji tekstu przekładu, a także przypisów i wstępów. Jednocześnie do redakcji naukowej dołączyli Tomasz Hergesel i Ryszard Rubinkiewicz.
Na przyspieszenie prac nad V wydaniem wpłynęła zapowiedź powstania Biblii Paulistów zrealizowanej przez Towarzystwo Świętego Pawła. W nowym projekcie zaproponowano udział również tłumaczom BT, co spotkało się z krytyką wydawnictwa, które obawiało się potencjalnego naruszenia praw autorskich przy wykorzystaniu tych samych tekstów. Ostatecznie na współpracę z paulistami zdecydował się o. Stanisław Stańczyk, który jednak przygotował inne przekłady.
Zgodnie ze wstępem do wydania piątego, wprowadzono w nim następujące zmiany:
- unowocześnienie wstępów do działów i poszczególnych ksiąg
- rozbudowa przypisów, również o odnośniki do miejsc równoległych w Biblii
- poprawki merytoryczne samego przekładu w imię większej jego zgodności z tekstem oryginalnym, zwłaszcza hebrajskim w Starym Testamencie; odstąpiono tym samym od częstego poprawiania tekstu według Septuaginty, a odmienne jej lekcje podano w przypisach
- język i styl przekładu został ponownie poprawiony i ujednolicony; zespół redakcyjny wyróżnił konsultacje Anny Świderkówny oraz pracę redakcyjną Janiny Dembskiej, Marii Nowaczyńskiej i Marii Przybył.

Niektóre zmiany w piątym wydaniu uzasadniane były przez – zdaniem redaktorów – wzrost kultury biblijnej polskiego społeczeństwa. Między innymi zamiast Pocieszyciela w Ewangelii Jana wprowadzono określenie Paraklet, obecne w tekście oryginalnym.

### Inne wydania

#### Przedruki w latach 80. XX w.

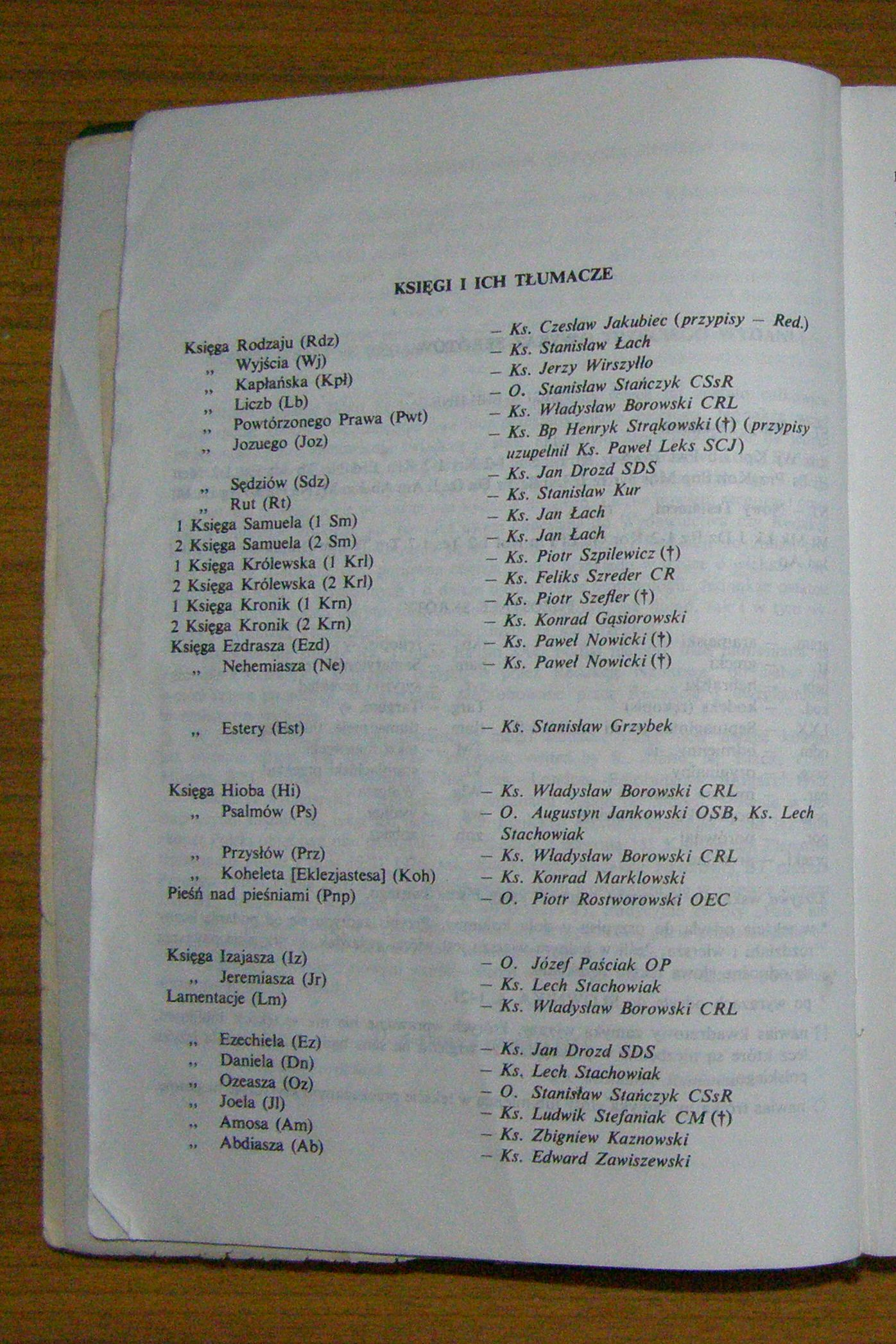
Fragment spisu ksiąg na stronach przedruku trzeciego wydania niewiadomego pochodzenia z lat 80. XX w. W spisie widoczny jest brak ksiąg deuterokanonicznych.

W latach 80. XX w. na polskim rynku pojawiło się wiele przedruków Biblii Tysiąclecia nieznanego pochodzenia. Były to najczęściej fotoofsetowe przedruki wydania II i III, choć zdarzały się też wydania będące połączeniem fragmentów obu tych wydań, z usuniętymi fragmentami deuterokanonicznymi.
Według badań Rajmunda Pietkiewicza, część tych reprintów została wydrukowana poza granicami Polski na potrzeby Ruchu Światło-Życie. Grupy oazowe potrzebowały wielu materiałów formacyjnych, w tym Pisma świętego, które na przełomie lat 70. i 80. było w Polsce trudno dostępne i drogie. Z pomocą przyszli skandynawscy protestanci, którzy pod kierownictwem F.K. Jansena zainicjowali akcję „Milion Biblii dla Polski” (lub „Biblia ’82”). Akcja miała zgodę kardynała Józefa Glempa, z polskiej strony koordynowała ją Podkomisja Biblijna pod przewodnictwem Kazimierza Romaniuka. Liczba przesłanych do Polski egzemplarzy jest niepewna, Pietkiewicz szacuje ją na 645 tysięcy pełnych wydań, a także 165 tysięcy wydań Nowego Testamentu i Psalmów.

#### Wydania okolicznościowe
Księgi deuterokanoniczne z Biblii Tysiąclecia przedrukowane są jako dodatek (Apokryfy) w niektórych wydaniach protestanckiej Biblii warszawskiej.
Od listopada 2006 nakładem wydawnictwa Hachette co dwa tygodnie ukazywały się (w prenumeracie i kioskach) kolejne księgi Biblii Tysiąclecia ilustrowane obrazami.
Na piątym wydaniu Biblii Tysiąclecia oparło się polskie wydanie Biblii Jerozolimskiej (2006), co zostało podkreślone w nocie wstępnej prymasa Polski, kardynała Józefa Glempa: Na uznanie zasługuje fakt, że podstawą niniejszej edycji jest Biblia Tysiąclecia, przyjęta przez Konferencję Episkopatu Polski jako tłumaczenie oficjalne używane w sprawowanej przez Kościół liturgii.
W 2016 r. ukazała się limitowana edycja V wydania Biblii Tysiąclecia z okazji 1050-lecia chrztu Polski. Wydana została w nakładzie 1050 numerowanych egzemplarzy. Edycja ta zawierała dodatkowo list abp. Stanisława Gądeckiego z okazji ukazania się tej limitowanej wersji oraz okolicznościową stronę z numerem danego egzemplarza ozdobioną reprodukcją obrazu Jana Matejki – Zaprowadzenie chrześcijaństwa. Na jej odwrocie znajdowało się logo obchodów oraz napis 966-2016. Nieznacznie od regularnych wydań różniła się także okładka – zawierała stylizowany napis 1050 rocznica chrztu Polski w kolorze biało-czerwonym, oraz logo uroczystości rocznicowych. Egzemplarze posiadały także numerowane od wewnątrz tekturowe etui ozdobione reprodukcją wspomnianego obrazu. W czasie oficjalnych uroczystości rocznicowych egzemplarz oznaczony numerem "1" otrzymał prezydent RP Andrzej Duda, numerem "966" prymas Polski abp. Wojciech Polak, a numerem "1050" przewodniczący Konferencji Episkopatu Polski i metropolita poznański abp. Stanisław Gądecki. Egzemplarze otrzymali także marszałek Sejmu Marek Kuchciński, marszałek Senatu Stanisław Karczewski oraz wybrani duchowni, a część nakładu trafiła do sprzedaży.

#### Wydania dźwiękowe
W latach 80. XX w. powstało nakładem Polskiego Związku Niewidomych dźwiękowe wydanie Biblii, oparte na tekście II i III wydania Biblii Tysiąclecia; jedynie przy Księdze Psalmów korzystano z przekładu Czesława Miłosza. Poszczególne księgi Biblii czytali głównie Ksawery Jasieński oraz Mirosław Utta. W 2008 wydanie to zostało opublikowane w Internecie za zgodą Biblioteki PZN.
W 2004 wydawnictwo Pallottinum opublikowało Ewangelie CD – treść Ewangelii czytali aktorzy: Krzysztof Globisz, Jacek Lecznar, Maciej Słota i Jerzy Trela.
W kwietniu 2016 ogłoszono projekt internetowej zbiórki społecznościowej na Biblię Audio pod nazwą Superprodukcja – profesjonalne nagrania Biblii Tysiąclecia wydanie V przez pięciuset aktorów. Pierwsza część zbiórki zakończyła się w sierpniu 2016, gdy bezpłatnie udostępniono nagrania Nowego Testamentu. Adaptacja ta zawiera tekst Pisma Świętego z wyłączeniem tekstów narracyjnych (np.: „powiedział Jezus” czy „odpowiedział Piotr”), co wynikało z zamysłu nadania słuchowisku filmowej jakości. Tło podkładu stanowią nagrania dokonane w Izraelu. Całość prac została ukończona pod koniec 2017 roku po blisko trzech latach pracy. Adaptacja zawiera łącznie 110 godzin nagrań.

#### Wydania cyfrowe
Ukazało się kilka oficjalnych wydań cyfrowych Biblii Tysiąclecia.
Tekst IV wydania opublikowany został w Internecie w 1998 i w 2003, początkowo w serwisie biblia.poznan.pl, następnie biblia.deon.pl. Ten sam tekst wydano też na płycie CD (1996–1998) oraz w ramach przeznaczonego dla biblistów programu Bible Works. Istnieje też kilka wydań nieautoryzowanych tekstu IV wydania; zob. programy biblijne.
Tekst V wydania ukazał się w 2006 w pakiecie e-Biblia.
17 lipca 2013 ukazała się pierwsza, oficjalna wersja wydania V oraz IV na urządzenia iPhone oraz iPad.
19 czerwca 2017 wydawnictwo Pallottinum wydało Biblię Tysiąclecia w formatach EPUB i MOBI zapisanych na nośniku USB.

#### Adaptacje językowe i gwarowe
W oparciu o tekst Biblii Tysiąclecia ukazywały się też adaptacje językowe i gwarowe:
- przekład na język kaszubski: Swięté Pismiona Nowego Testameńtu. Na podstawie Biblii Tysiąclecia (Wyd. III popr., 1982) skaszëbił Eugeniusz Gołąbek. (1993)[70]
- Biblia Ślązoka (2000)
- Nowy Testament w przekładzie na gwarę górali Skalnego Podhala (2002–2005)
- Dobra Czytanka wg św. ziom’a Janka (2006; podstawą były również teksty Biblii warszawskiej i gdańskiej)

### Konkordancja
W roku 1991 Oficyna Wydawnicza „Vocatio” wydała „Konkordancję Starego i Nowego Testamentu do Biblii Tysiąclecia” opracowaną przez ks. Jana Flisa. Drugie wydanie konkordancji ukazało się w roku 2000.

## Tekst liturgiczny
Biblia Tysiąclecia jest tłumaczeniem używanym w liturgii Kościoła katolickiego w Polsce, zgodnie z Dekretem prymasa Polski z dnia 7 marca 1966. Według wstępu do III wydania: tekst Biblii Tysiąclecia nabrał cech poniekąd tekstu oficjalnego, a Józef Glemp w 2006 określił ją wprost jako tłumaczenie oficjalne.
W lekcjonarzu i ewangeliarzu znajdują się teksty z II wydania, nieco zmodyfikowane stylistycznie, tak aby zapewnić właściwy kontekst w wybranych do danego czytania fragmentach biblijnych. Po wydaniu V Biblii Tysiąclecia można było zaobserwować rozchodzenie się obu wersji, dlatego według informacji Rajmunda Pietkiewicza z 2010, Wydawnictwo Pallotinum planowało uwzględnić je w kolejnych wydaniach lekcjonarza.
Psalmy używane w liturgii mszalnej i brewiarzowej różnią się od przekładu Biblii Tysiąclecia. Poeta Marek Skwarnicki na potrzeby odnowionej liturgii godzin przygotował w latach 1971–1976 adaptację Księgi Psalmów z pierwszego wydania Biblii Tysiąclecia. Jednocześnie benedyktyn Placyd Galiński opracował używane w liturgii pieśni ze Starego i Nowego Testamentu. Celem obu adaptacji miało być ułatwienie recytacji oraz śpiewu grupowego, gdyż przekład „filologiczno-naukowy” nie dość jasno przedstawiał treść oryginału i miał zbyt mało walorów poetyckich. Teksty weszły najpierw w formie psalmów responsoryjnych do Lekcjonarza Mszalnego, a potem (z niewielką korektą) do ksiąg Liturgii godzin wydawanych przez Pallottinum. Tak opracowane teksty ukazały się w 1976 jako Psalmy-Kantyki. Układ według liturgii godzin, a samodzielne wydanie Psalmów (zawierające też fragmenty nieujęte w liturgii godzin) w 1990. Jadwiga Stabińska przygotowała w 1986 Psałterz poetycki oparty z kolei na adaptacji Skwarnickiego.

## Znaczenie Biblii Tysiąclecia
Według Rajmunda Pietkiewicza do końca 2003 ogólna liczba wydrukowanych egzemplarzy Biblii Tysiąclecia przez różne oficyny wyniosła między 4,2 a 4,7 mln dla całych Biblii i przynajmniej 2 mln Nowego Testamentu, do czego należy doliczyć wydania pirackie oraz szwedzkie przedruki z lat 80. Dyrektor wydawnictwa Pallottinum, Stefan Dusza szacował łączny nakład na ponad cztery miliony egzemplarzy. Zbliżoną liczbę (4 miliony do roku 2000) podawał Michał Wojciechowski, wliczał jednak do niej przedruki nieautoryzowane.
W ankiecie biblistów polskich, którą w 1999 przeprowadziła Katolicka Agencja Informacyjna przekład zajął trzecie miejsce w klasyfikacji ogólnej (na dwanaście ocenionych przekładów), ustępując jedynie Biblii poznańskiej oraz naukowym Komentarzom KUL. Zwyciężył w kategorii „użyteczność” rozumianej jako przydatność w duszpasterstwie, i katechizacji – co jednak zdaniem Waldemara Chrostowskiego nie powinno dziwić, gdyż jest to oficjalny przekład Pisma Świętego w Kościele katolickim w Polsce. W innych kategoriach zajął następujące miejsca
- jasność – trzecie
- wierność – czwarte
- staranność i piękność języka – siódme

Według Chrostowskiego uderza fakt powściągliwości specjalistów w ocenie Biblii Tysiąclecia, najbardziej w Polsce rozpowszechnionej, biblista zwrócił też uwagę na ocenę wierności tłumaczenia, wyróżniając protestancką Biblię warszawską: znamienne, jeśli chodzi o wierność tłumaczenia ocena, jaką dali bibliści polscy, jest tylko niewiele mniejsza od analogicznej oceny przyznanej BT.
Poważną barierą w przyjęciu Biblii Tysiąclecia w pierwszych dziesięcioleciach, było (poza wadami samego tłumaczenia) przyzwyczajenie wiernych i duszpasterstwa do języka Biblii Wujka, obecnego w polskim katolicyzmie przez poprzednie 300 lat. Według Bożeny Szczepińskiej, w świadomości pokolenia osób żyjących przed Soborem Watykańskim II wciąż istnieje napięcie w odbiorze między dawnym brzmieniem biblijnym a nadal jeszcze nacechowanym urzędową oficjalnością stylistyczną brzmieniem Biblii Tysiąclecia. Jednak w młodszych pokoleniach Biblia Tysiąclecia jest często traktowana jako quasi-oryginał – a rozwiązania stosowane w innych tłumaczeniach są konfrontowane właśnie z nią. Według Marcina Majewskiego przekład Biblii Tysiąclecia przejął na tyle dużą liczbę hebraizmów i semityzmów, że wpłynął na ukształtowanie się nowego polskiego stylu biblijnego, co stało się ostatecznie słabą stroną przekładu.
Według Janusza Frankowskiego, który oceniał II wydanie, Biblia Tysiąclecia miała przedstawiać maksimum tego, co można było osiągnąć przy założeniach, jakimi kierowali się jego inicjatorzy (dokładny filologiczny przekład i współczesny język):

W naszym pokoleniu prawdopodobnie nie stworzymy wierniejszego przekładu, ponieważ z jednej strony Biblia Tysiąclecia i wydawane przekłady są wystarczająco dobrym odbiciem współczesnej wiedzy o tekście, a z drugiej nasi bibliści nie przeskoczą siebie.

Według Jerzego Chmiela Biblia Tysiąclecia choć nie jest przekładem doskonałym, to w momencie III wydania stała się już przekładem przyjętym – o czym świadczyło przede wszystkim przyjęcie w liturgii i nauczaniu Kościoła w Polsce.
Ponieważ Biblia Tysiąclecia stała się oficjalnym przekładem polskiego Kościoła katolickiego, otwarta pozostawała kwestia jej stosunku wobec innych nowo powstających przekładów. W 1975 Janusz Frankowski stwierdzał, że każdy przekład ma swoją specyfikę i nowe nie mają zastępować Biblii Tysiąclecia, ale być odpowiedzią na odrębne czy dalsze potrzeby. Nowe przekłady są więc przekładami obok BT, a nie zamiast BT. Uznawali to także autorzy innych przekładów. Remigiusz Popowski we wstępie do swojego tłumaczenia z roku 2000 stwierdził, że w Kościele polskim największym szacunkiem cieszy się właśnie Biblia Tysiąclecia.
Biblia Tysiąclecia była też głównym przekładem, z którego korzystał papież Jan Paweł II. Powołując się w swoich pismach na sformułowania tekstu masoreckiego lub Septuaginty papież używał stwierdzeń przekład nowoczesny ma, lub w tłumaczeniu nowoczesnym czytamy – mając na myśli właśnie Biblię Tysiąclecia. Według Jerzego Banaka, dorobek polskich biblistów w ten sposób wszedł w służbę Kościoła Powszechnego.

## Przyszłość Biblii Tysiąclecia
W wywiadzie udzielonym we wrześniu 2007, podczas 45. Sympozjum Biblistów Polskich w Pelplinie, Waldemar Chrostowski, przewodniczący Stowarzyszenia Biblistów Polskich przyznał, że istnieje potrzeba nowego tłumaczenia Pisma Świętego, które być może w jakiejś perspektywie czasowej zastąpi tłumaczenie Biblii Tysiąclecia obecnie używanej w liturgii – Język Biblii Tysiąclecia jest zrozumiały, ale czasy wymagają pewnych zmian translatorskich dla lepszej recepcji Słowa Bożego przez czytelnika.
W 2008 ukazało się pełne wydanie Biblii Paulistów, która jest podobnie jak Biblia Tysiąclecia dziełem zespołowym, mającym łączyć wysiłek wszystkich polskich biblistów. Bliźniaczy do użytego w Biblii Tysiąclecia podtytuł głosi: Opracował Zespół Biblistów Polskich z inicjatywy Towarzystwa Świętego Pawła. W roku 2018 wydano też pełną edycję Biblii Ekumenicznej, której pierwszą część (Nowy Testament) weryfikowali redaktorzy Biblii Tysiąclecia (Jankowski, Romaniuk, Stachowiak). Według Krzysztofa Jankowiaka, zdecydowanie jednak za wcześnie jest spekulować, czy [nowy przekład] zastąpi w liturgii Biblię Tysiąclecia .
W 2015 roku przy okazji obchodów 50. rocznicy I wydania Biblii Tysiąclecia powstał pomysł przygotowania VI wydania przekładu. W czerwcu 2016 Konferencja Episkopatu Polski ogłosiła skład nowej redakcji naukowej planowanego VI wydania Biblii Tysiąclecia:
- ks. Henryk Witczyk
- ks. Waldemar Chrostowski
- ks. Arnold Zawadzki
- ks. Andrzej Gieniusz CR
- ks. Marcin Kowalski.

Planowane zmiany mają mieć charakter poprawy tłumaczenia tekstu zgodnie z najnowszymi badaniami biblistyki polskiej i światowej. Ma to być korekta i uzupełnienie wydania V. Ma on uwzględniać wyniki nowych badań archeologicznych, językowych i biblijnych. Zespół tłumaczy ma liczyć około 15 osób. Prace nad VI wydaniem mogą potrwać kilka lat.
Zespół redakcji naukowej VI wydania odbył cykl warsztatów przeprowadzonych w Rzymie wspólnie z amerykańskim NIDA Insitute oraz Papieskim Uniwersytetem Urbaniana. Intensywnie prowadzone prace nad rewizją tekstu mają zostać przedstawione we wrześniu 2020 roku na spotkaniach zespołów roboczych podczas Zjazdu Stowarzyszenia Biblistów Polskich. Zgodnie z zapowiedzią z roku 2020 efekty pracy zespołu biblistów VI wydania Biblii Tysiąclecia miały zostać udostępnione najwcześniej w roku 2022.

## Spis ksiąg, sigla, tłumacze
| Lp.             | Tytuł księgi                                       | Siglum | Tłumacze                                                                          |
| --------------- | -------------------------------------------------- | ------ | --------------------------------------------------------------------------------- |
| Stary Testament |                                                    |        |                                                                                   |
| 1.              | Księga Rodzaju                                     | Rdz    | ks. Czesław Jakubiec                                                              |
| 2.              | Księga Wyjścia                                     | Wj     | ks. Stanisław Łach                                                                |
| 3.              | Księga Kapłańska                                   | Kpł    | ks. Jerzy Wirszyłło                                                               |
| 4.              | Księga Liczb                                       | Lb     | o. Stanisław Stańczyk CSsR                                                        |
| 5.              | Księga Powtórzonego Prawa                          | Pwt    | ks. Władysław Borowski CRL                                                        |
| 6.              | Księga Jozuego                                     | Joz    | bp Henryk Strąkowski                                                              |
| 7.              | Księga Sędziów                                     | Sdz    | ks. Jan Drozd SDS                                                                 |
| 8.              | Księga Rut                                         | Rt     | ks. Stanisław Kur                                                                 |
| 9.              | 1 Księga Samuela                                   | 1 Sm   | ks. Jan Łach                                                                      |
| 10.             | 2 Księga Samuela                                   | 2 Sm   | ks. Jan Łach                                                                      |
| 11.             | 1 Księga Królewska (I wydanie: 3 Księga Królewska) | 1 Krl  | ks. Piotr Szpilewicz                                                              |
| 12.             | 2 Księga Królewska (I wydanie: 4 Księga Królewska) | 2 Krl  | ks. Feliks Szreder CR                                                             |
| 13.             | 1 Księga Kronik                                    | 1 Krn  | ks. Piotr Szefler                                                                 |
| 14.             | 2 Księga Kronik                                    | 2 Krn  | ks. Konrad Gąsiorowski                                                            |
| 15.             | Księga Ezdrasza                                    | Ezd    | ks. Paweł Nowicki                                                                 |
| 16.             | Księga Nehemiasza                                  | Ne     | ks. Paweł Nowicki                                                                 |
| 17.             | Księga Tobiasza                                    | Tb     | ks. Stanisław Grzybek                                                             |
| 18.             | Księga Judyty                                      | Jdt    | ks. Stanisław Grzybek                                                             |
| 19.             | Księga Estery                                      | Est    | ks. Stanisław Grzybek                                                             |
| 20.             | 1 Księga Machabejska                               | 1 Mch  | ks. Feliks Gryglewicz                                                             |
| 21.             | 2 Księga Machabejska                               | 2 Mch  | Feliks Gryglewicz                                                                 |
| 22.             | Księga Hioba (I-II wydanie: Księga Joba)           | Hi     | ks. Władysław Borowski CRL                                                        |
| 23.             | Księga Psalmów                                     | Ps     | ks. Lech Stachowiak, o. Augustyn Jankowski OSB (I wydanie: Benedyktyni Tynieccy)  |
| 24.             | Księga Przysłów                                    | Prz    | ks. Władysław Borowski CRL                                                        |
| 25.             | Księga Koheleta                                    | Koh    | ks. Konrad Marklowski                                                             |
| 26.             | Pieśń nad pieśniami                                | PnP    | o. Piotr Rostworowski ECMC                                                        |
| 27.             | Księga Mądrości                                    | Mdr    | ks. Stanisław Papier                                                              |
| 28.             | Mądrość Syracha                                    | Syr    | o. Karol Winiarski CSsR                                                           |
| 29.             | Księga Izajasza                                    | Iz     | o. Józef Paściak OP                                                               |
| 30.             | Księga Jeremiasza                                  | Jr     | ks. Lech Stachowiak (I wydanie: o. Stanisław Styś SI, popr. o. Edward Haratym SI) |
| 31.             | Lamentacje Jeremiasza                              | Lm     | ks. Władysław Borowski CRL                                                        |
| 32.             | Księga Barucha                                     | Ba     | o. Karol Winiarski CSsR                                                           |
| 33.             | Księga Ezechiela                                   | Ez     | ks. Jan Drozd SDS                                                                 |
| 34.             | Księga Daniela                                     | Dn     | ks. Lech Stachowiak (I wydanie: Edward Haratym)                                   |
| 35.             | Księga Ozeasza                                     | Oz     | o. Stanisław Stańczyk CSsR                                                        |
| 36.             | Księga Joela                                       | Jl     | ks. Ludwik Stefaniak                                                              |
| 37.             | Księga Amosa                                       | Am     | ks. Zbigniew Kaznowski                                                            |
| 38.             | Księga Abdiasza                                    | Ab     | ks. Edward Zawiszewski                                                            |
| 39.             | Księga Jonasza                                     | Jon    | ks. Józef Homerski                                                                |
| 40.             | Księga Micheasza                                   | Mi     | ks. Piotr Szefler                                                                 |
| 41.             | Księga Nahuma                                      | Na     | ks. Walerian Szubzda                                                              |
| 42.             | Księga Habakuka                                    | Ha     | o. Stanisław Stańczyk CSsR                                                        |
| 43.             | Księga Sofoniasza                                  | So     | ks. Walerian Szubzda                                                              |
| 44.             | Księga Aggeusza                                    | Ag     | ks. Michał Peter                                                                  |
| 45.             | Księga Zachariasza                                 | Za     | ks. Franciszek Myszka                                                             |
| 46.             | Księga Malachiasza                                 | Ml     | ks. Michał Peter                                                                  |
| Nowy Testament  |                                                    |        |                                                                                   |
| 1.              | Ewangelia wg św. Mateusza                          | Mt     | o. Walenty Prokulski SI                                                           |
| 2.              | Ewangelia wg św. Marka                             | Mk     | o. Walenty Prokulski SI                                                           |
| 3.              | Ewangelia wg św. Łukasza                           | Łk     | o. Walenty Prokulski SI                                                           |
| 4.              | Ewangelia wg św. Jana                              | J      | ks. Jan Drozd SDS                                                                 |
| 5.              | Dzieje Apostolskie                                 | Dz     | ks. Marian Wolniewicz                                                             |
| 6.              | List do Rzymian                                    | Rz     | ks. Felicjan Kłoniecki                                                            |
| 7.              | 1 List do Koryntian                                | 1 Kor  | ks. Kazimierz Romaniuk                                                            |
| 8.              | 2 List do Koryntian                                | 2 Kor  | ks. Kazimierz Romaniuk                                                            |
| 9.              | List do Galatów                                    | Ga     | ks. Felicjan Kłoniecki                                                            |
| 10.             | List do Efezjan                                    | Ef     | o. Augustyn Jankowski OSB                                                         |
| 11.             | List do Filipian                                   | Flp    | o. Augustyn Jankowski OSB                                                         |
| 12.             | List do Kolosan                                    | Kol    | o. Augustyn Jankowski OSB                                                         |
| 13.             | 1 List do Tesaloniczan                             | 1 Tes  | ks. Ludwik Stefaniak                                                              |
| 14.             | 2 List do Tesaloniczan                             | 2 Tes  | ks. Ludwik Stefaniak                                                              |
| 15.             | 1 List do Tymoteusza                               | 1 Tm   | ks. Wawrzyniec Gnutek                                                             |
| 16.             | 2 List do Tymoteusza                               | 2 Tm   | ks. Wawrzyniec Gnutek                                                             |
| 17.             | List do Tytusa                                     | Tt     | o. Zdzisław Rzeszutek OFMCap                                                      |
| 18.             | List do Filemona                                   | Flm    | o. Augustyn Jankowski OSB                                                         |
| 19.             | List do Hebrajczyków                               | Hbr    | ks. Stanisław Łach                                                                |
| 20.             | List św. Jakuba                                    | Jk     | ks. Lech Stachowiak                                                               |
| 21.             | 1 List św. Piotra                                  | 1 P    | ks. Feliks Gryglewicz                                                             |
| 22.             | 2 List św. Piotra                                  | 2 P    | ks. Feliks Gryglewicz                                                             |
| 23.             | 1 List św. Jana                                    | 1 J    | ks. Władysław Smereka                                                             |
| 24.             | 2 List św. Jana                                    | 2 J    | ks. Władysław Smereka                                                             |
| 25.             | 3 List św. Jana                                    | 3 J    | ks. Władysław Smereka                                                             |
| 26.             | List św. Judy                                      | Jud    | ks. Feliks Gryglewicz                                                             |
| 27.             | Apokalipsa św. Jana                                | Ap     | o. Augustyn Jankowski OSB                                                         |